# Mellicta tessellata
Mellicta tessellata är en fjärilsart som beskrevs av Stephens 1827. Mellicta tessellata ingår i släktet Mellicta och familjen praktfjärilar. Inga underarter finns listade i Catalogue of Life.